# Mirandesa (raça bovina)
A raça mirandesa é uma raça de gado bovino, com origens na região de Miranda do Douro, em Portugal.